# Беркимбаев, Естай
Естай Беркимбаев (1874—1946) — казахский советский акын, певец, композитор, один из первых членов Союза композиторов Казахстана (1939), заслуженный деятель искусств Казахской ССР (1939).

## Биография
Происходит из подрода алмашы рода канжыгалы племени аргын. Естай рос в творческой семье — его мать Кулипа и дядя Байтулым были популярными певцами, у них молодой Естай перенял и исполнял многие жыры, дастаны, толгау. Уже в шестнадцатилетнем возрасте он приобрёл известность талантливым исполнением народных песен. Выступал на больших празднествах вместе со знаменитыми певцами и акынами Аханом сере, Жарылгапберды Жумабайулы, Балуаном Шолаком, Сатмагамбетом Ахметовым, Укили Ибраем, Шашубаем Кошкарбаевым в Омске, Кокчетаве, Кзылжаре, Семипалатинске, Зайсане, Алма-Ате и в окрестностях Тарбагатая.
В 1939 году участвовал во втором съезде писателей Казахстана, где он встретился с Джамбулом Джабаевым. Тогда же музыковедом Б. Г. Ерзаковичем были записаны на ноты песни Естая в авторском исполнении.
В годы Великой Отечественной войны вдохновлял своим искусством людей на трудовые подвиги. В 1945 году принял участие в праздновании столетия Абая Кунанбаева.

## Творчество
Естай продолжил и развил древние традиции казахского народного музыкального искусства, и в особенности, традиции устно-профессионального творчества. Большим художественным совершенством, богатством интонационных красок отличаются его песни «Жай коныр», «Наз коныр», «Майда коныр», «Сандугаш», «Юран», «Ашупышак», «Дуние-ай», «Еркем», «Гульнар», «Коштасу» и другие. Советской жизни были посвящены песни «Возродился мой день», «Сверстники», « Жизнь», «Светлый ветер».
Широкую известность ему принесла песня «Корлан». Мелодия этой песни была использована в операх «Биржан и Сара» М. Тулебаева, «Ер Таргын» Е. Г. Брусиловского, в концертах для кобыза с оркестром С. И. Шабельского и Л. М. Шаргородского. По мотивам этой песни поэтом К. Р. Аманжоловым в 1939 году была написана драматическая поэма «Корлыгайын».

## Приобретение мастерства
В 16-летнем возрасте (1889) приобрел известность талантливым исполнением народных песен. Поэтическому и музыкальному искусству, исполнительному мастерству учился у Жарылгапберды, Биржан-сала, Ахан-Сери, Балуан Шолак, Укили Ибрая и др.
Большим художественным совершенством, богатством интонации красок отличаются песни «Жайқоныр», «Майдақоныр», «Еркем», «Қоштасу» и др.
Широкую известность Естаю принесла песня «Қорлан». Мелодия этой песни использована в операх «Биржан-Сара» М. Тулебаева, «Ер-Таргын» Б. Г. Брусиловского.
Естаю посвящена поэма К. Аманжолова «Хорлыгайын», поэма М. Алимбаева «Естай-Қорлан».
Принимал участие в работе первого областного слёта акынов и писателей в Павлодаре (1939).
Его именем названа улица в Павлодаре, Актогае и Экибастузе.
На могиле установлен памятник республиканского значения.
В марте 2021 года в городе Павлодар установлен памятник Естаю у здания ГДК им. Естая.

## Память
Естаю Беркимбаеву посвящена поэма М. Алимбаева «Естай — Хорлан».
Могила акына, расположенная в Актогайском районе Павлодарской области в 4 км к югу от села Муткенова в селе Естая 1982 году была включена в список памятников истории и культуры Казахской ССР республиканского значения и взята под охрану государства.